# Euphysa flammea
Euphysa flammea is een hydroïdpoliep uit de familie Corymorphidae. De poliep komt uit het geslacht Euphysa. Euphysa flammea werd in 1905 voor het eerst wetenschappelijk beschreven door Linko. 